# Reserva Nacional de Caça del Cadí
La Reserva Nacional de Caça del Cadí te 48.449 ha situades als Pirineus, repartides entre les comarques de la Baixa Cerdanya, l'Alt Urgell, el Berguedà i el Solsonès.
Es va declarar originalment per la Llei 37/1966, del 31 de maig de l’estat espanyol, per a fomentar, conservar i protegir les espècies cinegètiques que hi vivien per permetre’n, posteriorment, el seu aprofitament.

La creació, l’any 1983, del Parc natural del Cadí-Moixeró va provocar que una gran part de la RNC quedés dins dels límits del parc natural. La resta del territori va ser inclosa posteriorment (l’any 1992) dins del Pla d’Espais d’Interès Natural (PEIN). A més, tot el conjunt de la reserva pertany també a una zona d'especial protecció per a les aus (ZEPA).

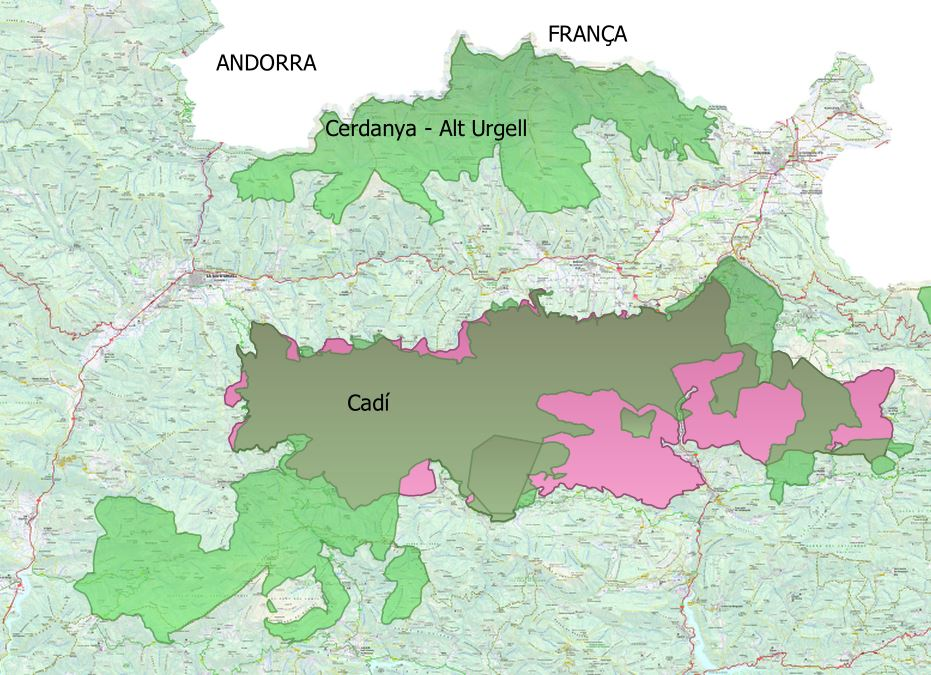
Solapament entre la RNC (en verd) i el parc natural del Cadí(en rosa)

.

## Fauna cinegètica
Les espècies cinegètiques principals que van ser la raó per a la creació de la RNC són l'isard i el senglar.
El primer es caça per acostament, sempre acompanyat per un guarda de la reserva. El senglar es caça en batudes organitzades principalment per les colles de caçadors locals.
En el cens que es va fer en el moment de la creació de la reserva, l'any 1966, es van comptar només 78 isards. La política de protecció i gestió de la RNC va aconseguir que l’any 1999 s’arribés a 2551 isards. L’any 2005 va arribar-hi la malaltia del pestivirus que va delmar la població en més d’un 50%: fins a 930 exemplars censats en el cens d’estiu del 2006.
El cabirol i el cérvol, reintroduïts als Pirineus durant la segona meitat del segle xx, són també objecte d’un pla cinegètic que ordena el seu aprofitament, juntament amb altres espècies de caça menor com les perdius roja i xerra, la llebre o la becada.